# Delhi (village, New York)
Pour les articles homonymes, voir Delhi (homonymie).
Ne doit pas être confondu avec Delhi (ville, New York).
Le village de Delhi est le siège du comté de Delaware, situé dans l'État de New York, aux États-Unis.

## Démographie
| Groupe                           | Delhi | New York | États-Unis |
| -------------------------------- | ----- | -------- | ---------- |
| Blancs                           | 85,0  | 66,8     | 72,4       |
| Afro-Américains                  | 8,1   | 15,9     | 12,6       |
| Autres                           | 2,5   | 7,5      | 6,4        |
| Métis                            | 2,1   | 3,0      | 2,9        |
| Asiatiques                       | 1,9   | 7,3      | 4,8        |
| Amérindiens                      | 0,4   | 0,6      | 0,9        |
| Total                            | 100   | 100      | 100        |
|                                  |       |          |            |
| Hispaniques et Latino-Américains | 7,4   | 17,6     | 16,7       |